# Стад дю Пеи де Шарлеруа
«Стад дю Пеи́ де Шарлеруа́» (нидерл. Stade du Pays de Charleroi, фр. Stade du Pays de Charleroi) — футбольный стадион в городе Шарлеруа, Бельгия. Домашняя арена футбольного клуба «Шарлеруа».

## История
Стадион был построен в 1939 году и первоначально состоял из одной трибуны. К Чемпионату Европы 2000 года было принято решение о модернизации стадиона. В 1999 году все работы были закончены и стадион стал вмешать до 30000 человек (после ЕВРО 2000 часть трибун была разобрана и он стал вмешать около 23000 человек). В 2012/13 годах провели ещё одну модернизацию, уменьшив количество и увеличив качество мест на трибунах. В 2014 начали строительство крыш над трибунами.
После отличного сезона 2014/2015 команды «Шарлеруа», было принято решение о приведении стадиона к стандартам УЕФА.

## Матчи
ЕВРО 2000
| Дата         |           | Результат |          | Раунд    | Зрителей |
| ------------ | --------- | --------- | -------- | -------- | -------- |
| 13 июня 2000 | Югославия | 3:3       | Словения | Группа C | 15000    |
| 17 июня 2000 | Англия    | 1:0       | Германия | Группа A | 30000    |
| 20 июня 2000 | Англия    | 2:3       | Румыния  | Группа A | 30000    |

Игры сборной
| Дата            |         | Результат |            | Соревнование  |       |
| --------------- | ------- | --------- | ---------- | ------------- | ----- |
| 23 февраля 1946 | Бельгия | 7:0       | Люксембург | Товарищеский  | н/д   |
| 22 марта 1978   | Бельгия | 1:0       | Австрия    | Товарищеский  | н/д   |
| 23 февраля 2000 | Бельгия | 1:1       | Португалия | Товарищеский  | н/д   |
| 4 сентября 2004 | Бельгия | 1:1       | Литва      | Отбор ЧМ-2006 | 19218 |

## Галереи

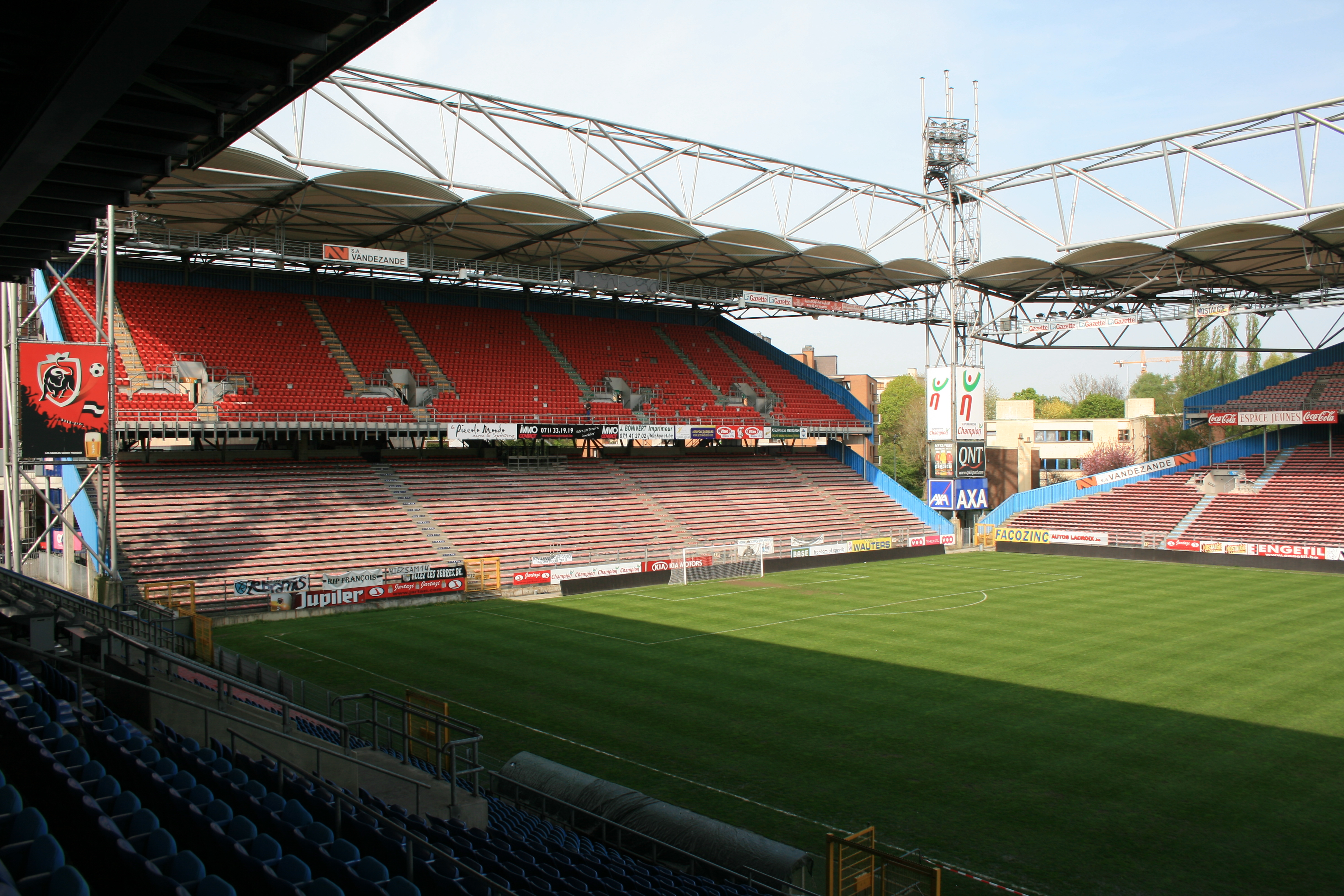
Трибуны
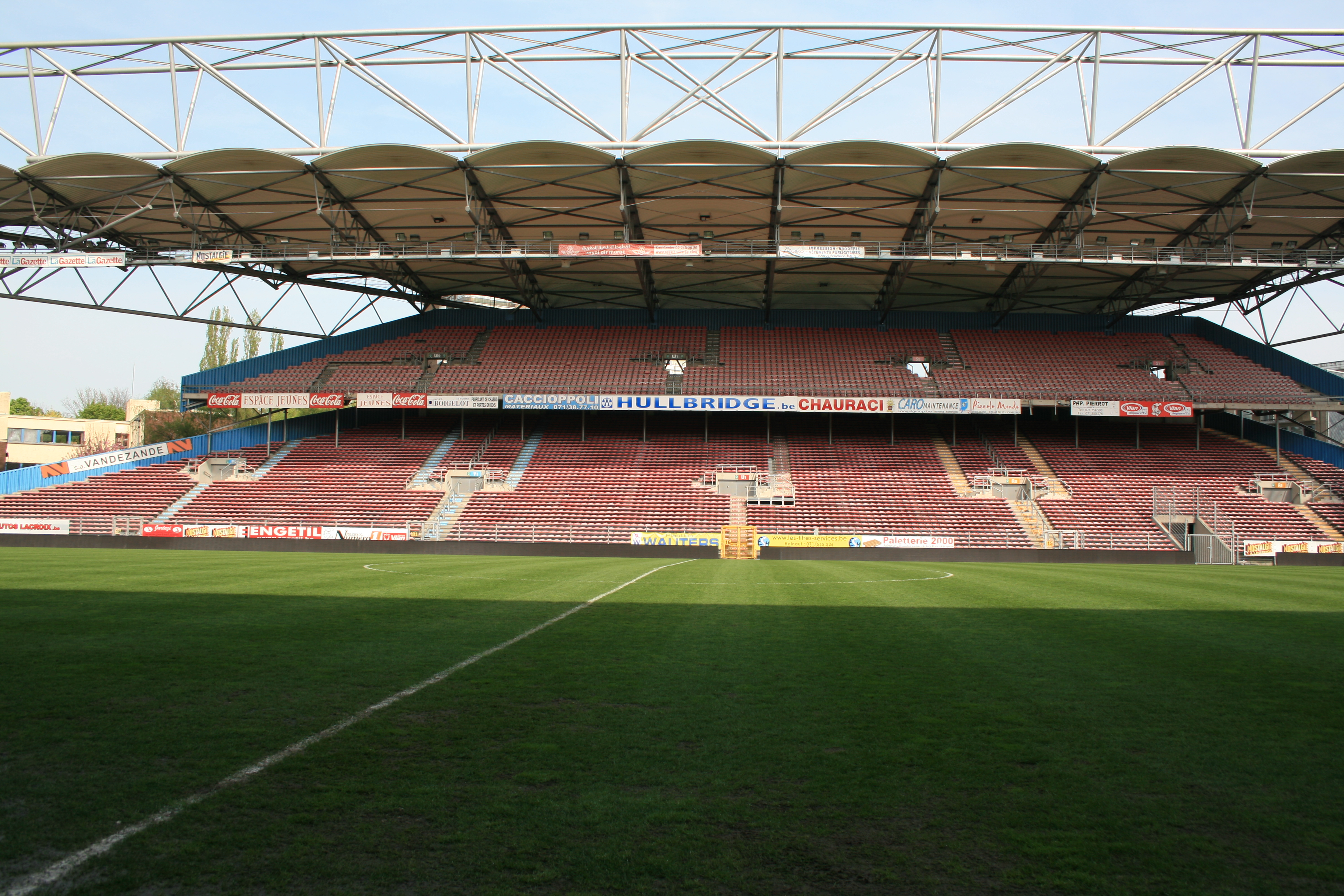
Центральная трибуна
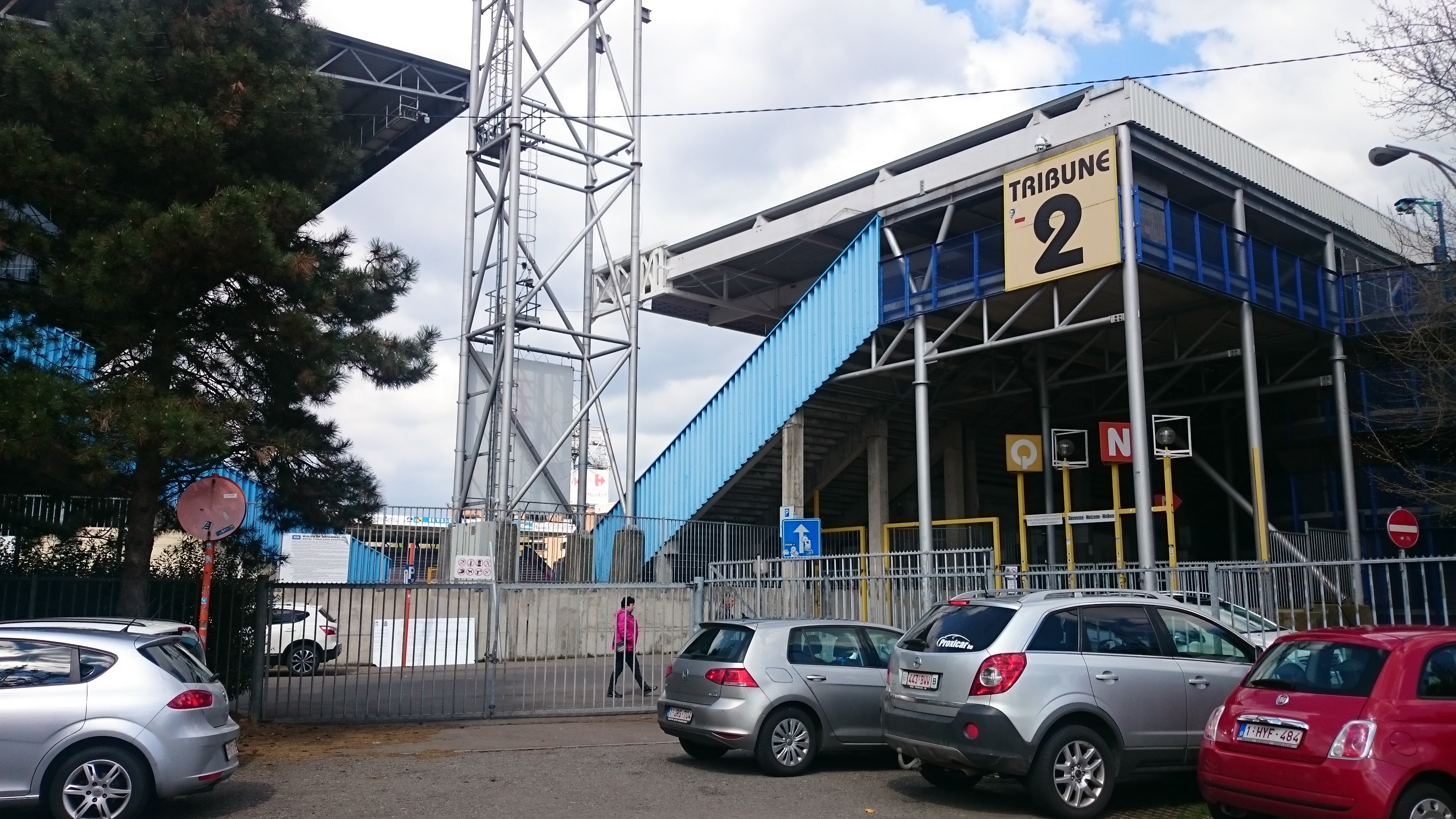
вид снаружи
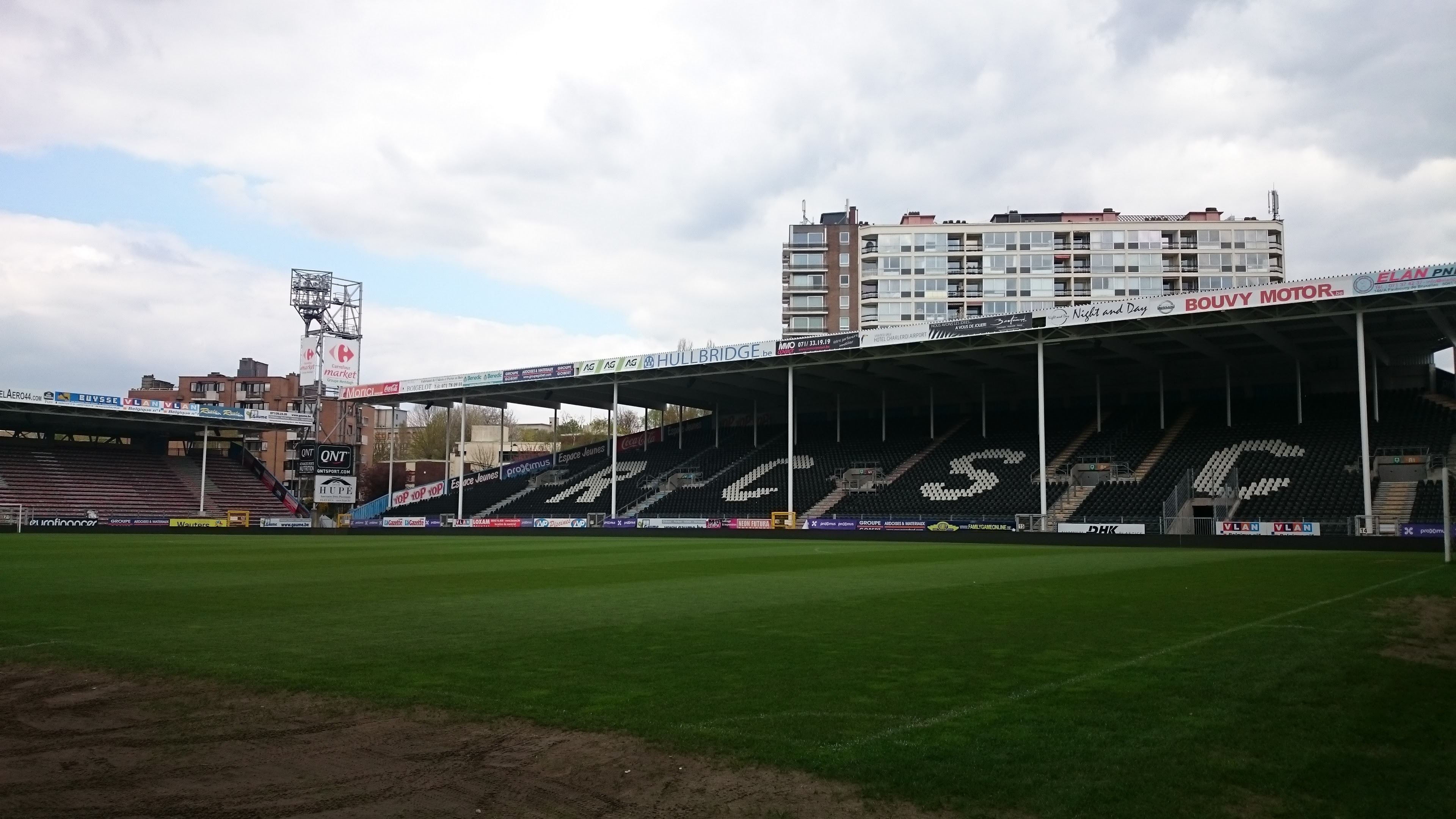
поле
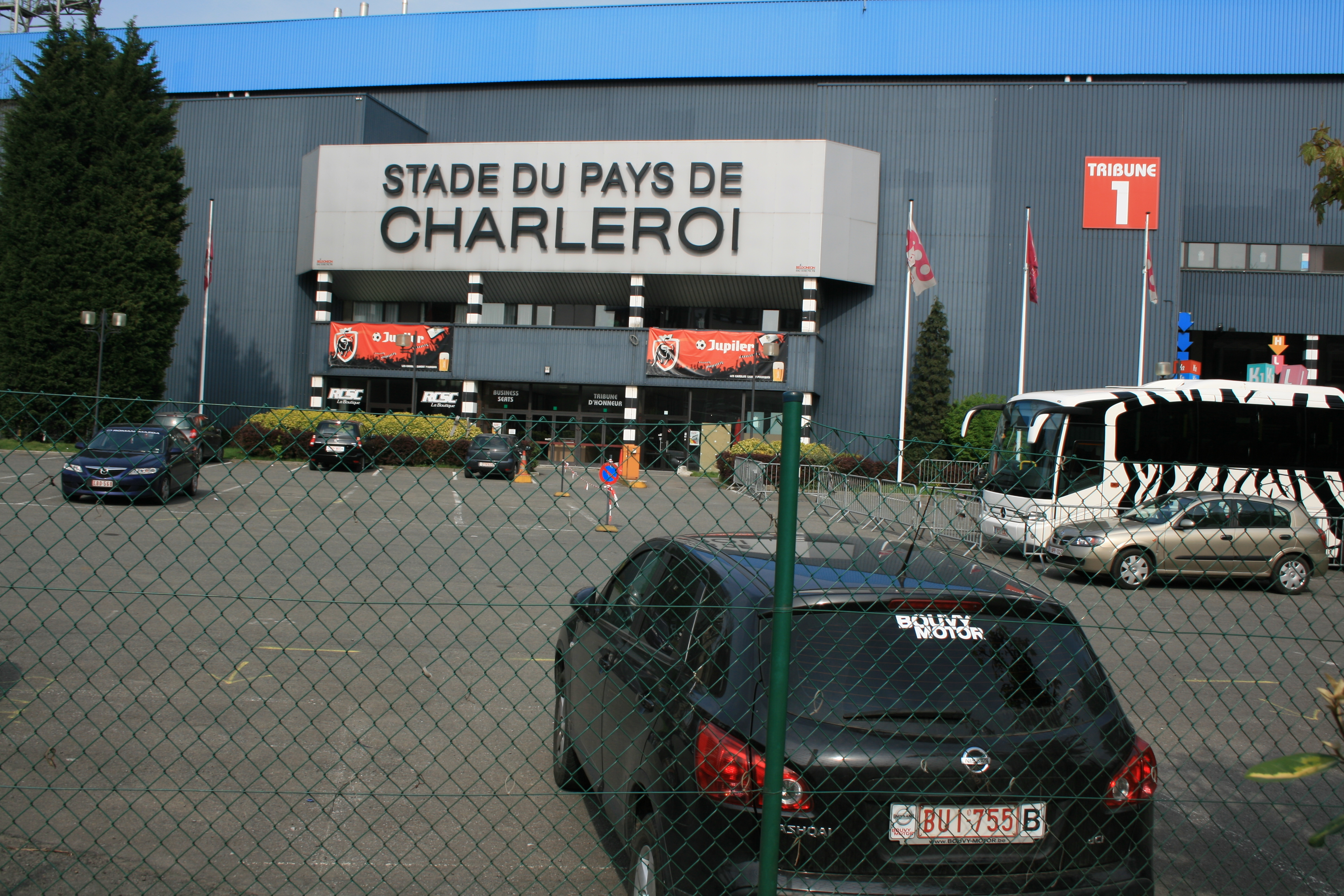
вид с дороги